# Longwood Medical Area (Metro de Boston)
Longwood Medical Area  es una estación en el Ramal E de la línea Verde del Metro de Boston. La estación se encuentra localizada en Huntington Avenue y Longwood Avenue en Boston, Massachusetts. La Autoridad de Transporte de la Bahía de Massachusetts es la encargada por el mantenimiento y administración de la estación.

## Descripción
La estación Longwood Medical Area cuenta con 2 plataformas laterales y 2 vías. 

## Conexiones
La estación es abastecida por las siguientes conexiones: 
- Rutas de autobuses: 39, CT2